# Abd al-Rahman al-Bazzaz
Abd al-Rahman al-Bazzaz (en arabe : عبد الرحمن البزاز ;  février 1913 - 28 juin 1973) est un homme politique et écrivain irakien. Nationaliste panarabe, il a été doyen de la faculté de droit de Bagdad et Premier ministre d'Irak.

## Biographie
Abd al-Rahman al-Bazzaz est né dans une famille sunnite à Bagdad.
Al-Bazzaz obtient un diplôme du Bagdad Law College en 1934. En 1938, Al-Bazzaz termine ses études de droit au King's College de Londres. Au cours des années 1930, il devient affilié aux clubs Muthanna et Jawwal, dont l'objectif académique était le panarabisme et l'encouragement du nationalisme arabe. En 1941, A-Bazzaz soutient le coup d'État irakien. Après l'échec du coup d'État, al-Bazzaz a été incarcéré pendant la Seconde Guerre mondiale, mais il est libéré à la fin de la guerre.
Après la guerre, al-Bazzaz a été choisi comme doyen de la faculté de droit de Bagdad. En 1956, il est chassé de ce poste par le gouvernement pro-britannique au pouvoir en Irak pour avoir protesté contre l'invasion de l'Égypte par la France, la Grande-Bretagne et Israël. Al-Bazzaz retourne au Bagdad en tant que doyen après la révolution irakienne de 1958. L'intérêt d'Al-Bazzaz pour le panarabisme le met à nouveau en désaccord avec le gouvernement d'Abd al-Karim Qasim (au pouvoir après le putsch de 1958), un nationaliste irakien aligné sur les forces communistes. En 1959, le colonel Abd al-Wahhab al-Shawwaf, commandant de la garnison de Mossoul, a déclenché une rébellion. Après quatre jours de combats, il est tué et le soulèvement a été écrasé. À la suite de l'effondrement du soulèvement de Shawwaf, al-Bazzaz a été arrêté et torturé. Après sa libération, al-Bazzaz se rend en Égypte, où il devient le doyen de l'Institut d'études arabes de la Ligue arabe.
Écrivain prolifique  Abd al-Rahman al-Bazzaz publie plus de douze livres sur le droit, l'Histoire de l'Irak, le nationalisme arabe et l'islam.
Al-Bazzaz a promu l'état de droit contre le pouvoir des officiers militaires dominant la politique irakienne depuis la révolution irakienne de juillet 1958.

## Carrière politique

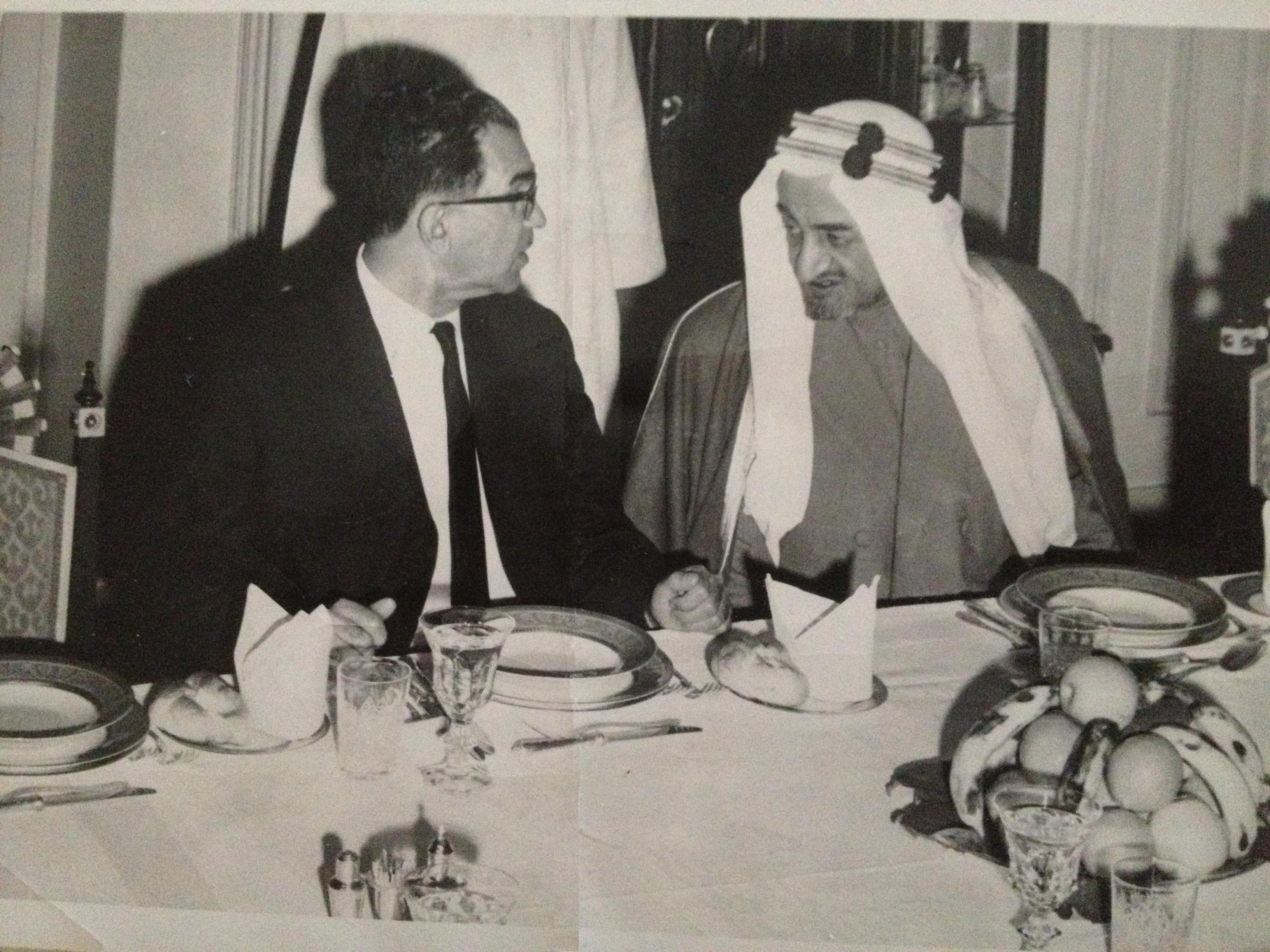
Al-Bazzaz (à gauche) avec Fayçal d'Arabie saoudite, Ramadan en 1966.

Al-Bazzaz retourne en Irak après le renversement par l'armée d'Abdel Karim Kassim en 1963. De 1963 à 1966, le président Abd al-Salam Arif nomme al-Bazzaz à plusieurs postes gouvernementaux. Il est notamment désigné comme ambassadeur en République arabe unie, puis en Angleterre. En 1964 et 1965, il est secrétaire général de l'Organisation des pays exportateurs de pétrole, puis en septembre 1965, il est nommé vice-premier ministre. L'année suivante, Al-Bazzaz est nommé Premier ministre d'Irak.
Pendant son mandat de Premier ministre, le gouvernement est de plus en plus contrôlé par des politiciens civils. En tant que Premier ministre, Al-Bazzaz tient de nombreuses conférences de presse, passe à la radio ainsi qu'à la télévision. Les critiques constructives sont encouragées et il promet de rétablir la vie parlementaire et d'organiser des élections dès que possible.
Al-Bazzaz annonce le premier plan quinquennal et prône un socialisme arabe prudent et équilibrant les secteurs public et privé, cherchant à augmenter la production sans abandonner l'égale distribution.

Al-Bazzaz tente par ailleurs d'instituer une reconnaissance formelle des Kurdes d'Irak, grâce à un accord en douze points fournissant une reconnaissance constitutionnelle aux Kurdes et ainsi que la langue kurde comme langue officielle d'Irak. Il a donné aux Kurdes le droit d'organiser leurs propres partis politiques et de publier leurs propres journaux. Cependant, al-Bazzaz est contraint de démissionner en août 1966, de sorte que l'accord n'a jamais été signé.

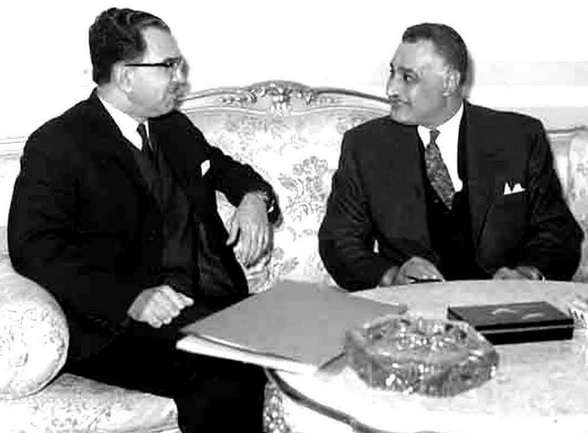
Al-Bazzaz (à gauche) avec le président égyptien Gamal Abdel Nasser au Caire en février 1966

Après le décès accidentel du président  Abdel Salam Aref en avril 1966 dans un accident d'hélicoptère, Al-Bazzaz devient président par intérim pendant trois jours, avant de céder le pouvoir au frère du défunt, Abd al-Rahman Arif élu nouveau président. Ce dernier demande à Al-Bazzaz de former un nouveau cabinet en avril 1966. Cependant, al-Bazzaz a ensuite été contraint de démissionner par divers groupes politiques, dont les baasistes. Les chefs de ces groupes étaient des officiers militaires opposés au projet d'Al-Bazzaz de réduire les salaires, les privilèges et le pouvoir des militaires.
Les baasistes et les nasseristes accusent Al-Bazzaz d'être un adversaire du socialisme arabe et d'être contre le projet d'union de l'Égypte et de l'Irak. En janvier 1969, il est accusé par le gouvernement baasiste de participation à des activités contre le gouvernement. Il est à nouveau emprisonné et torturé pendant quinze mois. En 1970, il est libéré de prison puis s'exile à Londres pour se faire soigner. Il meurt à Bagdad le 28 juin 1973.